# 迪尼奧拉·埃爾南德斯
迪尼奧拉·埃爾南德斯（西班牙語：Dignora Hernández，1968年8月12日—）是委內瑞拉政治家、莫納加斯州和昆塔斯克拉拉斯黨委內瑞拉全國代表大會候補代表。

## 職業生涯
埃爾南德斯擁有教育學位。據委內瑞拉社會保障研究所稱，截至2015年7月，她一直為Soluciones Quantum Pro, C.A.捐款。埃爾南德斯在2015年議會選舉中被選為莫納加斯州2016—2021年國會候補代表，代表民主團結圓桌會議和昆塔斯克拉拉斯黨。迪格諾拉後來加入了「7月16日」議會黨派，與來自國家融合黨、來委內瑞拉和委內瑞拉聯盟政黨的其他12名代表一起加入，她將成為該黨的副黨魁。她是馬德里憲章的簽署者之一。
2022年1月3日，2015年委內瑞拉全國代表大會代表委員會批准了民主過渡法規的部分改革，並延續了胡安·瓜伊多總統的任期。該措施以絕大多數議員的投票獲得通過，路易斯·巴拉甘和迪尼奧拉·埃爾南德斯投了兩張棄權票。